# Zerge
A zerge (Rupicapra rupicapra) az emlősök (Mammalia) osztályának párosujjú patások (Artiodactyla) rendjébe, ezen belül a tülkösszarvúak (Bovidae) családjába és a kecskeformák (Caprinae) alcsaládjába tartozó faja.
Nemének a típusfaja. Legközelebbi rokona a pireneusi zerge (Rupicapra pyrenaica).

## Származása, elterjedése
A zerge eredeti előfordulási területe Európa és Ázsia nyugati határának egy kis része, azaz a Kaukázus déli fele, illetve Északkelet-Törökország. A holocén kor idején körülbelül kétszer vagy akár háromszor nagyobb elterjedési területtel rendelkezett. Manapság megtalálható az Alpokban, a Kárpátokban, az Appennin-hegységben és Kis-Ázsiában. Mára egyes populációi jelentősen megcsappantak vagy kipusztultak.
A Pireneusokban a zergéből nemrégen leválasztott és önálló fajnak nyilvánított pireneusi zerge él.
Élőhelyének magvát a törpefenyők zónája képezi. Nyáron a zergék innen vonulnak a meredek hegyoldalakra és a hegyi legelőkre. Télen a völgy felé, az erdőzóna felső részébe vándorolnak. Élőhelyük így 800-2500 méter között ingadozik. Életterük lefelé a szarvasokéval és az európai őzekével érintkezik, felfelé pedig részben az alpesi kőszáli kecskékével fed át. Az egyes zergenyájak által előnyben részesített élőhelyek alapján erdei és kőszáli zergéket különböztetünk meg.

## Alfajai
A nemrég önálló faj státuszába emelt pireneusi zerge nélkül a zergének a következő 7 alfaját különböztetik meg:
- török zerge (Rupicapra rupicapra asiatica) Lydekker, 1908 - Anatóliában élő viszonylag gyakori alfaj
- balkáni zerge (Rupicapra rupicapra balcanica) Bolkay, 1925 - a Balkán-félsziget hegységeiben honos viszonylag gyakori alfaj
- kárpáti zerge (Rupicapra rupicapra carpatica) Coutourier, 1938 - a Kárpátokban fordul elő Romániában, viszonylag gyakori alfaj
- karthauzi zerge (Rupicapra rupicapra cartusiana) - a Chartreuse-hegységben, Franciaország délkeleti részén élő alfaj. 150 jelenleg élő egyedével a zerge leginkább veszélyeztetett alfaja
- kaukázusi zerge (Rupicapra rupicapra caucasica) - a Kaukázusban él; a Természetvédelmi Világszövetség (IUCN) mint veszélyeztetett alfajt tartja számon. Az 1990-es évek elején a Kaukázusban még több mint 15 000 zerge élt. A vadorzás és a térségben zajló politikai konfliktusok miatt azonban populációi drasztikus hanyatlásba kezdtek az utóbbi 15 évben
- alpesi zerge (Rupicapra rupicapra rupicapra) Linnaeus, 1758 - az Alpokban és Szlovákiában él, relatív gyakori alfaj
- tátrai zerge (Rupicapra rupicapra tatrica) Blahout, 1971 - a Magas-Tátrában, a lengyel-szlovák határon élő alfaj. Mivel kevesebb mint 250 vadon élő egyede ismert, a Természetvédelmi Világszövetség a kihalással közvetlenül veszélyeztetett kategóriába sorolta. Fő veszélyeztetője az alfajnak a túlzásba vitt turizmus az élőhelyén

A zergefaj összegyedszámát mintegy 400 000 egyedre becsülik. Ebben azonban nincs benne az a jelentős létszámú betelepített populáció, amely Új-Zéland déli szigetének magashegységeiben él. Új-Zélandra 1907-ben telepítették be. Az első állatokat I. Ferenc József osztrák császár adományozta a szigetországnak.

## Megjelenése
Az állat fej-testhossza 110–130 centiméter, farokhossza 3–4 centiméter, marmagassága 70–80 centiméter. A hím testtömege 22–62 kilogramm, míg a nőstény 14–50 kilogramm. Testfelépítése kecskeszerű. A felső ajak hátsó szélétől egy fekete, szétterülő csík húzódik a szemeken keresztül a szarvakig és a fülekig, a homlokán lévő fehér folt és a szintén fehér pofák és a fülek belseje erős kontrasztot mutat ezzel, olyan, mintha az állat álarcot viselne. A has mindig világosabb, mint a hát. A bak és a nőstény szőrszíne és rajzolata nem különbözik jelentősen. A nyári szőrzet világosbarna; a gerincoszlop vonalában a háton fekete csík húzódik. A téli szőrzet majdnem teljesen fekete, és finom gyapjúszőrökből alakul ki, ami nagyon jól melegít. A maron és a faron a meghosszabbodott szőrök izgalmi állapotban felborzolódnak. Ez a közismert és a vadászok körében olyannyira kedvelt „zergetoll”, amely a szarvaknál is jobban áhított trófea. Mindkét nemre jellemző a hátrafelé hajló szarv, amely más tülkösszarvúakkal összehasonlítva vékony, felálló, többé-kevésbé kampós és alig éri el a fülek méretének dupláját. A nőstényé kisebb és kevésbé hajlott. A támadók elleni védekezésül és a szaporodási időszakban a hímek a nőstényért vívott küzdelemben vetik be.
A szélsőséges élettérhez különösen a lábai alkalmazkodtak. Nagyon erős ízületei, erős izomzata és hosszú, hátul széles, előrefelé keskenyedő patája van, mely tapadókorongként „ragad” az aljzathoz. A pata szilárd, de rugalmas külső szarufala biztonságos „sziklafogást” nyújt, a belső puha szarutalp és sarokvánkos megakadályozza a csúszást. A pata a rendkívül meredek terepen összeszűkül, szétterül. A kettőzött pata és a fattyúcsülkék szintén védik az állatot attól, hogy megcsússzon. Hihetetlenül néz ki, amikor a zerge, látszólag a gravitáció figyelmen kívül hagyásával, sebesen menekül felfelé a meredélyeken. Ebben minden nagyobb állatot leköröz. Egyetlen földön járó ellensége sem tudja idáig követni. A szirti sasok, melyek a levegőből támadnak, csak a gidákra vagy a legyengült állatokra veszélyesek. A zerge szaglása jó, látása kiváló, hallása éles.

## Életmódja
A meredek hegyoldalakon járva a zerge látására van utalva. Éjszakára félreeső vagy rejtett menedékekbe vonul, és ott pihen pirkadatig. Ekkor kezdődik az első legelési időszak, amely kora délelőttig is eltarthat. Délben, amikor a magasan álló nap a sziklákat égeti, az árnyékban vagy a bozótosban pihen, délután és estefelé lesz megint aktív. Télen a táplálékkeresés az egész napra kiterjedhet, mert szűkös az élelem. Főként lépésben és ugrálva halad. Az erőkímélő ügetés csak a sík területeken előnyös. Tartósan rossz időben és magas porhóban lehúzódik az erdőkbe. Veszély esetén átható füttyöt hallat, amelyet figyelmeztetésnek vesznek a mormoták is. Az idős bakok rendszerint magányosak, míg a nőstények laza nyájakban élnek. Itt élnek a fiatal állatok is, amelyek anyjukkal nagyon szoros kapcsolatot tartanak fenn. Rögtön születésük után követik anyjukat, nem fekszenek el néhány napig, mint az őzgidák. A fiatal zergék sokat játszanak, így hamar lépésbiztosak lesznek. A bakok területért vívott harcai is az erdők fölött, a hegyi legelőkön vagy a meredek hegyoldalakon zajlanak, ilyenkor érdekes röfögő hangot is hallatnak. Területüket a szarvak tövén lévő mirigyeik váladékával jelölik meg. Ha vetélytárs közeledik, a territoriális bak egy közeli fácskához dörzsöli ezeket a mirigyeket. Erősebb izgalom esetén átvizel szétterpesztett elülső lábai között. Hátszőrét felborzolja, amitől, főleg oldalról, nagyobbnak tűnik. A párharcokban a hajlott szarvak veszélyes fegyverekké válnak. A bakok mint a sarlókkal, úgy csapnak le velük ellenfelükre. A szarvak gyakran összeakadnak, majd kimerítő „kötélhúzás" kezdődik. Az alulmaradó vetélytársat sokáig üldözik. A vadon élő állatoknál ritkán fordulnak elő komoly sérülések, a fogságban tartott zergéknél azonban csúnyán is végződhetnek a harcok, ha a legyőzöttnek nincs elég tere a meneküléshez. Kritikus a helyzet a zerge- és a kőszáli kecske-bakok találkozásakor is, mert mindketten egészen más módon küzdenek. A kőszáli kecske felemelkedik és szarvával lefelé csap, míg a zerge alulról felfelé, az ellenfél hasába döf, hegyes kampóival még a hasát is felvághatja. Tápláléka fűfélék, lágy szárú növények, levelek, rügyek, zuzmók.

## Szaporodása
Az ivarérettséget 2,5-4 évesen éri el. A párzási időszak október- december között van. A zergebakok hevesen harcolnak a nőstényekért. A vemhesség 24-26 hétig tart, ennek végén a nőstény 1, ritkán 2 utódot hoz a világra. Elléskor a vemhes nőstények elkülönülnek a csoporttól, és általában jó fedezékben, a törpefenyők között hozzák világra gidáikat. Az ikerszülések ritkábbak, mint az őznél. Az utódok körülbelül 6 hétig szopnak, de már korábban elkezdenek legelni. A fiatal állatok a következő gida születéséig maradnak anyjukkal. Körülbelül két és fél évesen ivarérettek, és 15-20 évet is megélhetnek.

## Természetvédelmi helyzete
A természetben összességében nem számít kritikusnak a helyzete, egyes alfajaitól eltekintve, mint például a tátrai zerge, amely az emberi tevékenység (vadászat, zavarás stb.) miatt végveszélybe került. 
Európa szerte sem számít gyakori fajnak állatkertekben, mindössze kb. 120 egyede él a kontinens állatkertjeiben. Magyarországon csak a Szegedi Vadasparkban tartják egy kis csoportját 2019 óta. Azóta több alkalommal született gida is a csoportban.

## Képek

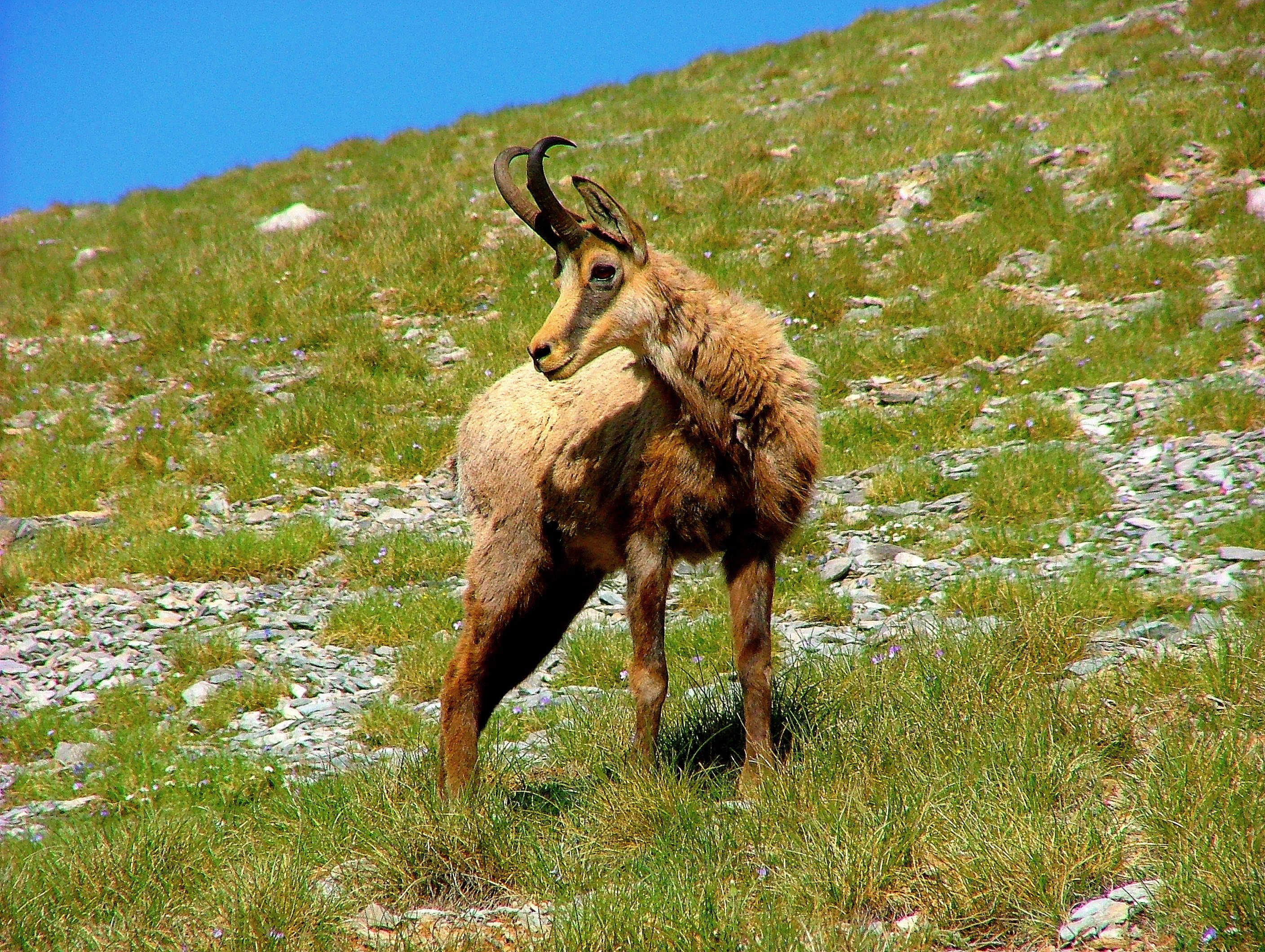
Rupicapra rupicapra balcanica
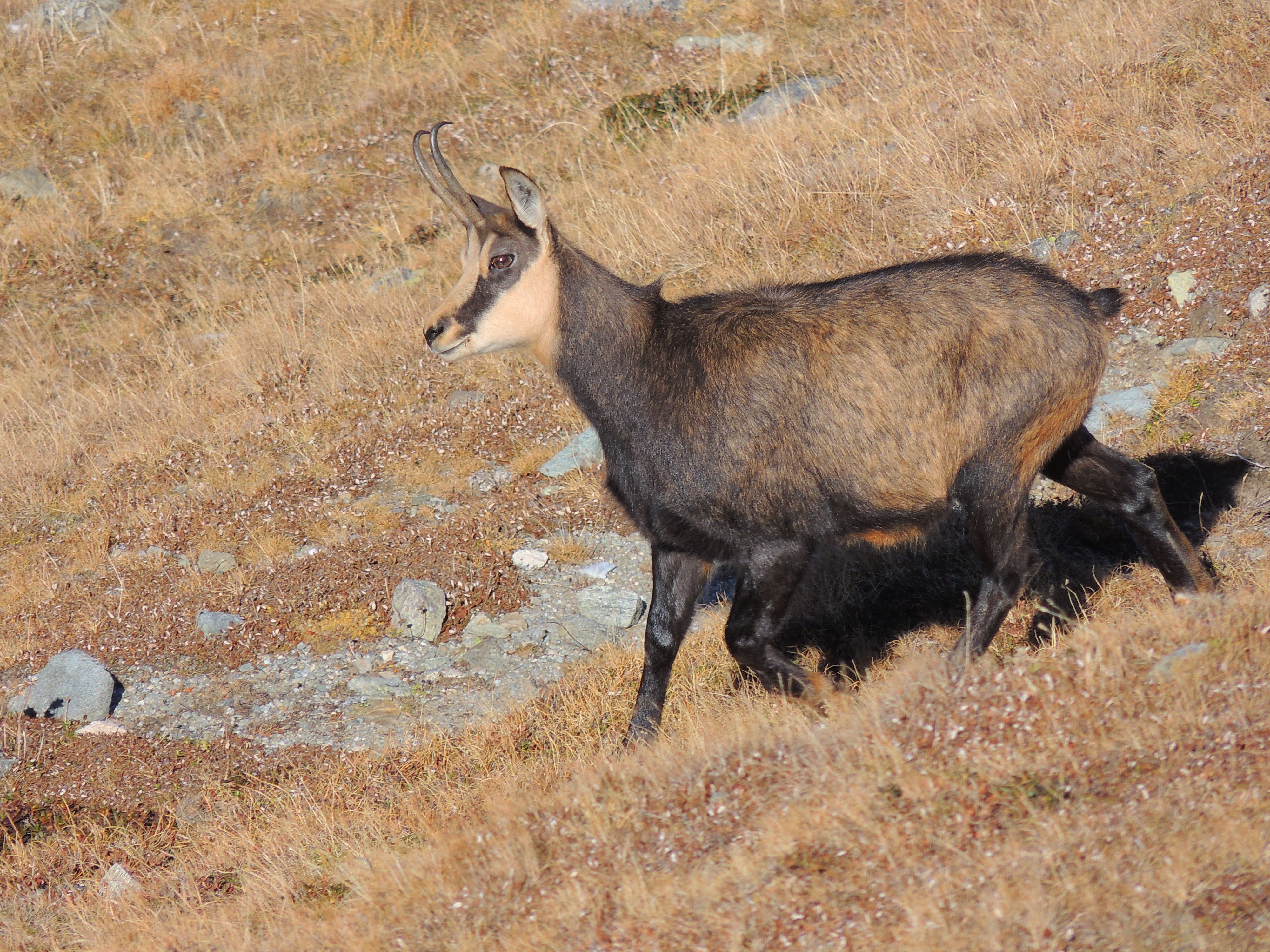
Rupicapra rupicapra carpatica
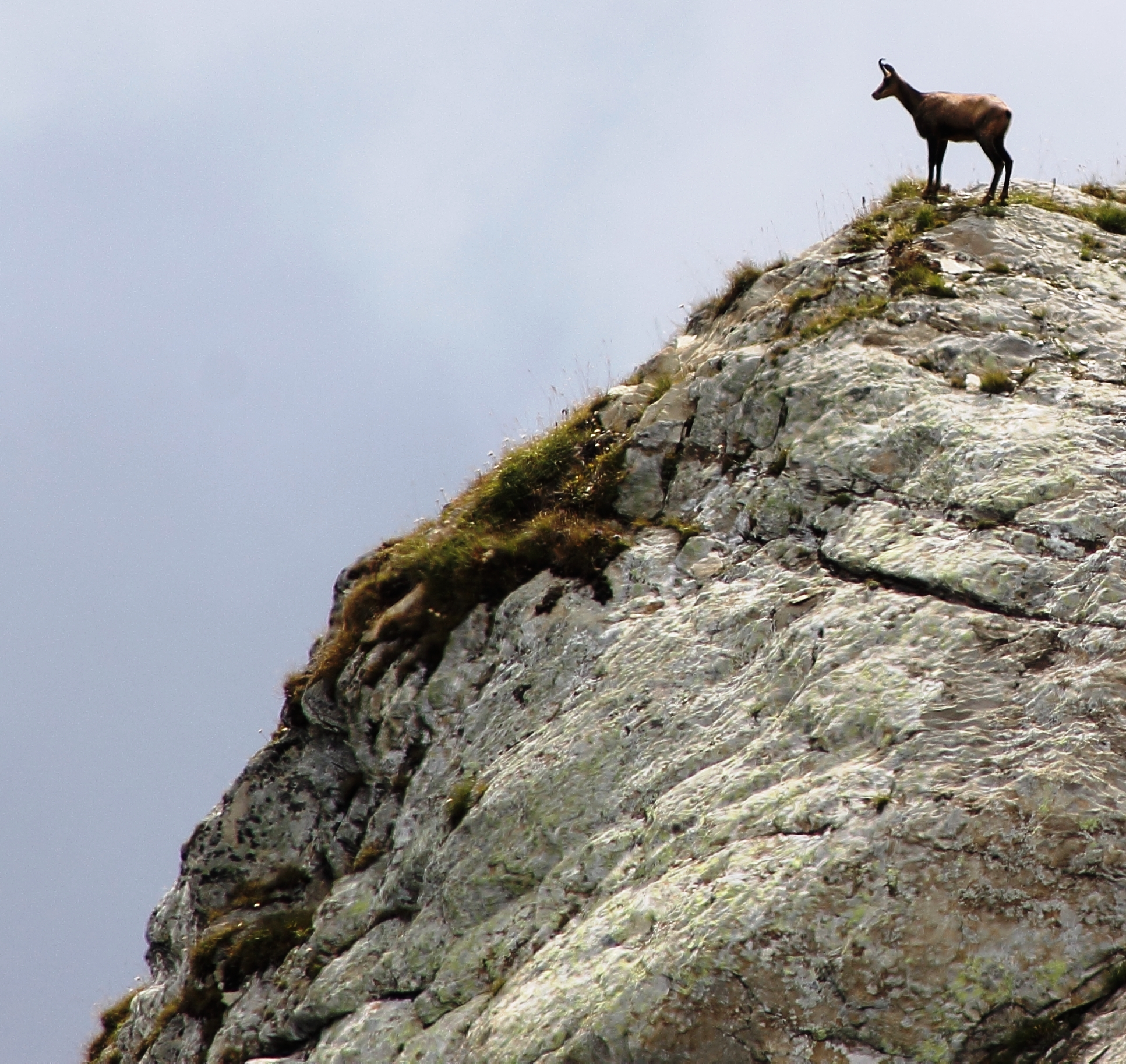
Rupicapra rupicapra caucasica
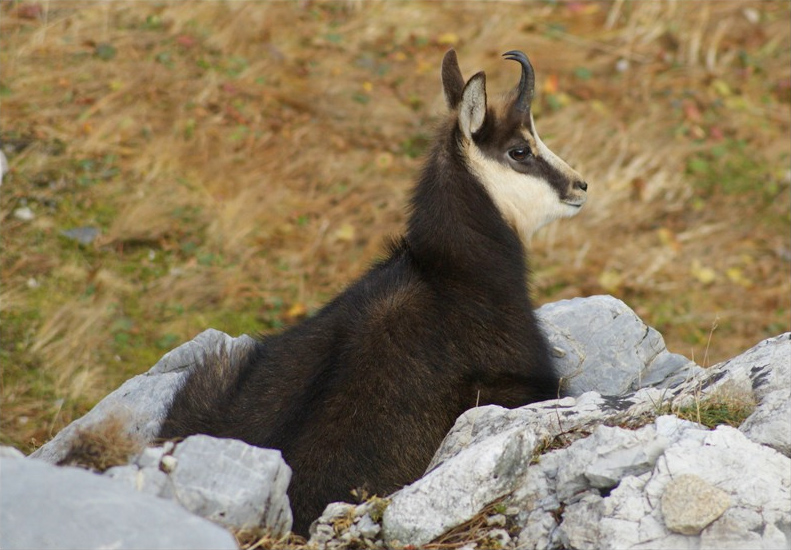
Rupicapra rupicapra tatrica
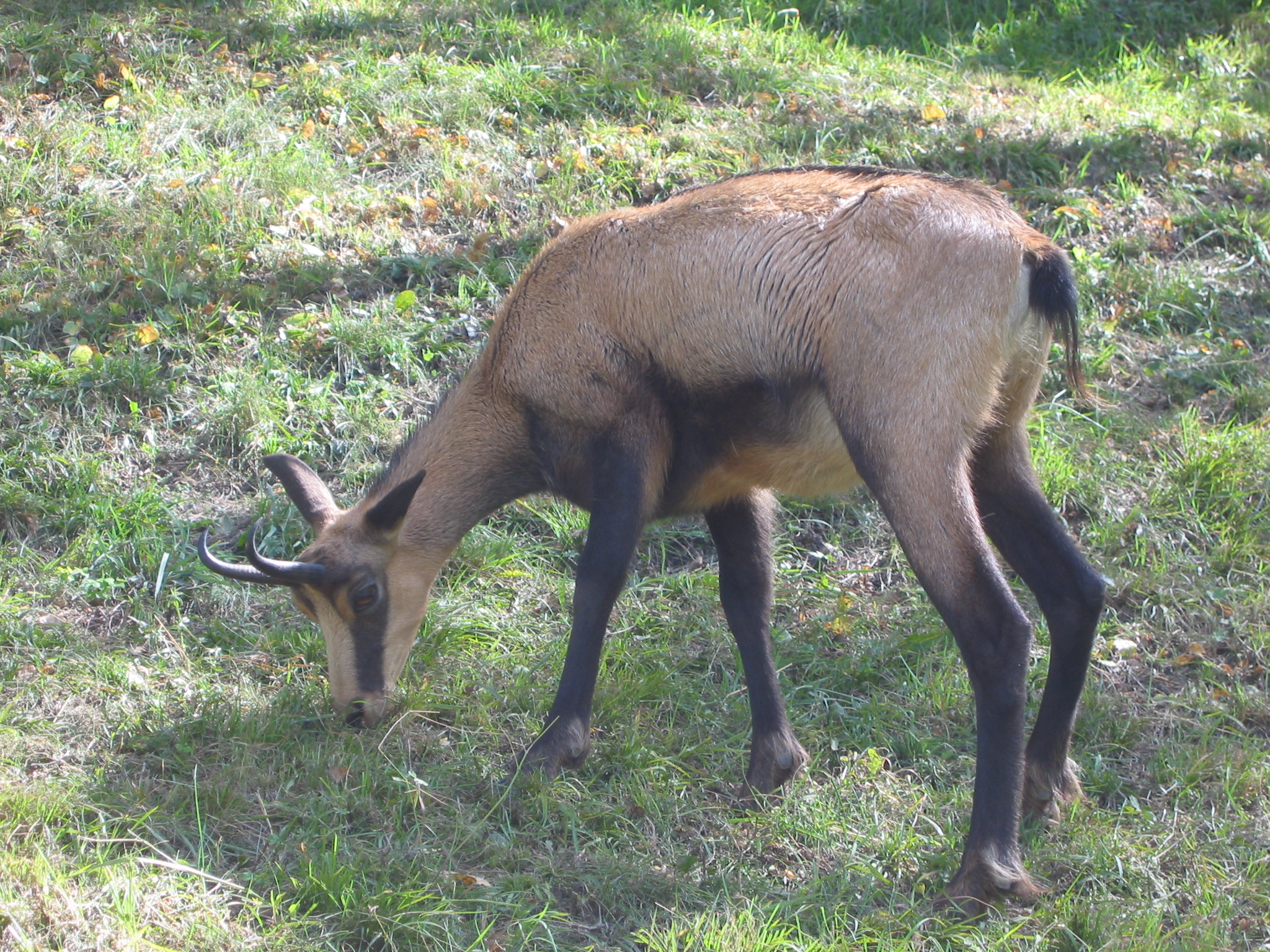
A világos nyári bundában
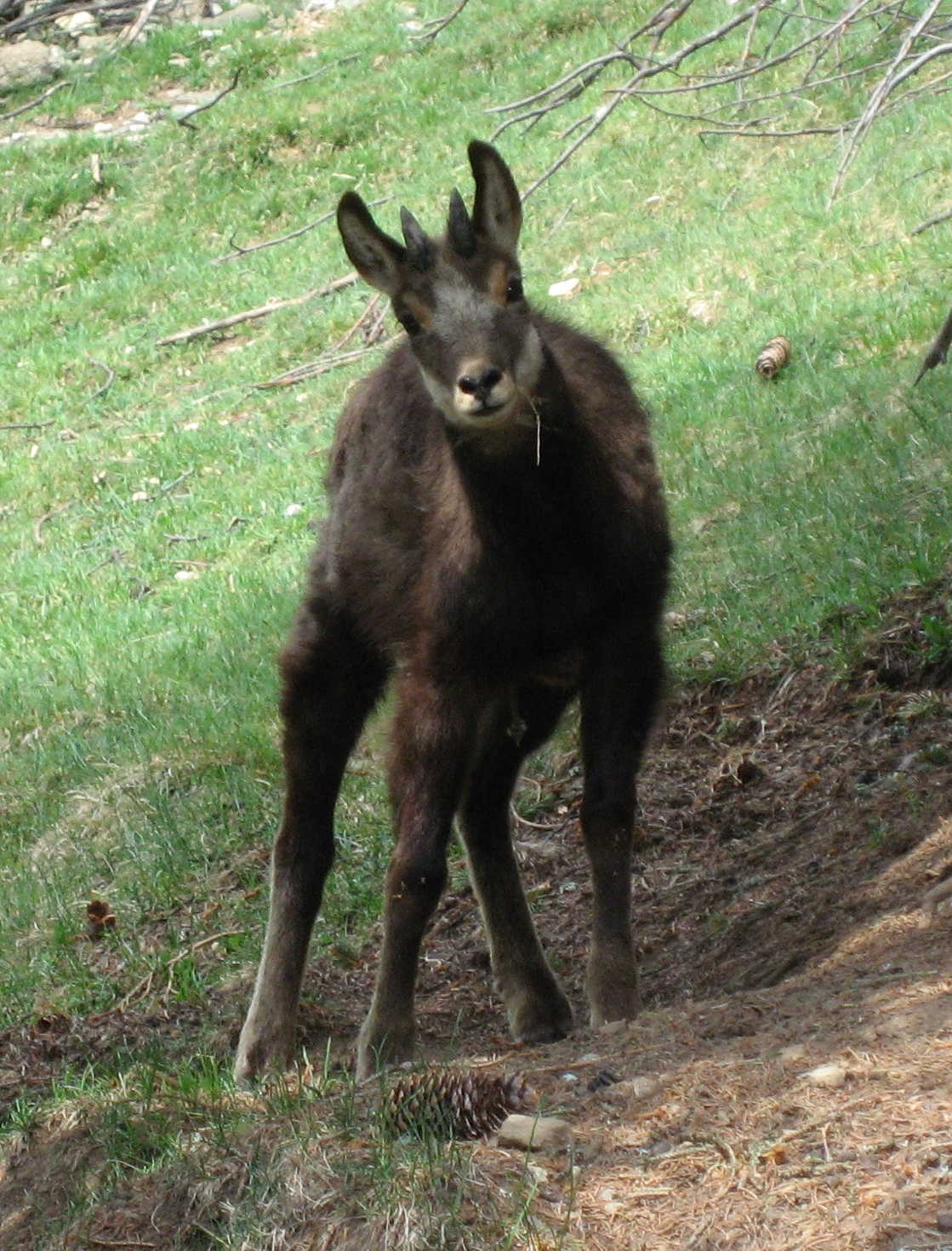
Zergegida
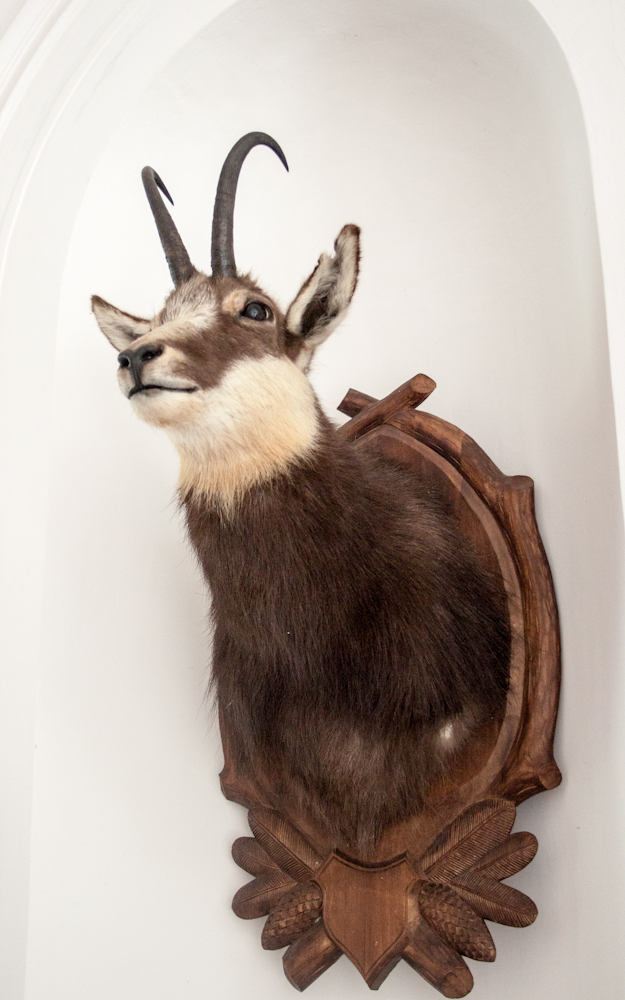
Zergetrófea a hatvani Széchenyi Zsigmond Vadászati Múzeumban